# 1908 في كندا
فيما يلي قوائم الأحداث التي وقعت خلال عام 1908 في كندا.

## سياسة

### تعيين في المنصب
- 1 يناير – جوزيف أوليفر عمدة تورونتو [الإنجليزية]‏.
- 1 يناير – جون موريسون جيبسون Lieutenant Governor of Ontario [الإنجليزية]‏.
- 3 مارس – جيمس الكسندر موراي عضو الجمعية التشريعية لنيو برونزويك ‏.
- 14 أغسطس – توماس والتر سكوت عضو المجلس التشريعي في ساسكاتشوان ‏.
- 26 أكتوبر – إدغار نيلسون رودس عضو مجلس العموم الكندي.
- 26 أكتوبر – جورج غوردون عضو مجلس العموم الكندي.
- 26 أكتوبر – ويليام برايس عضو مجلس العموم الكندي.
- 26 أكتوبر – ويليام ميلفيل مارتن عضو مجلس العموم الكندي.

### انتهاء فترة المنصب
- 1 يناير – جون سميث عضو برلمان مقاطعة أونتاريو.
- 1 يناير – جون لويس عضو المجلس النيابي لنيوفندلاند ولابرادور ‏.
- 1 يناير – دارسي سكوت عمدة أوتاوا [الإنجليزية]‏.
- 14 أغسطس – توماس والتر سكوت عضو المجلس التشريعي في ساسكاتشوان ‏.
- 17 سبتمبر – ويليام روش عضو مجلس العموم الكندي.
- 25 أكتوبر – روبرت ستيوارت عضو مجلس العموم الكندي.
- 25 أكتوبر – ويليام جاكسون عضو مجلس العموم الكندي.

## مواليد

### يناير
- 1 يناير – بيتر تشيشولم موسيقي كندي.
- 1 يناير – كلارنس دونلاب
- 2 يناير – تشارلز جينينغز صحفي كندي.
- 7 يناير – كونستانس صموئيل متزلجة فنية كندية.
- 20 يناير – ويلفريد كونويل باين[1]
- 22 يناير – سنكلير روس مصرفي كندي.[2]
- 23 يناير – فرازير هيرمان[3]
- 25 يناير – ماري بويرمان عالمة نبات أمريكية.

### فبراير
- 1 فبراير – ستان راندال سياسي كندي.
- 1 فبراير – فينس بارتون لاعب كرة قاعدة من الولايات المتحدة الأمريكية.
- 7 فبراير – ليلا بروكس متزلجة سريعة كندية.
- 14 فبراير – أوسكار جود لاعب كرة قاعدة من الولايات المتحدة الأمريكية.
- 14 فبراير – فيليب روجرز متسابق يخت كندي.
- 17 فبراير – لوسيان ماينارد سياسي كندي.

### مارس
- 5 مارس – كولن إيمرسون بينيت سياسي كندي.[4]
- 8 مارس – ويل هدسون[5]
- 14 مارس – إدموند ويليام جورج سياسي كندي.[6]
- 22 مارس – فيك ليندكويست لاعب هوكي جليد كندي.
- 22 مارس – ليه هاموند سياسي كندي.
- 28 مارس – نوريس ويتني سياسي كندي.
- 30 مارس – لويز برترام متزلجة فنية كندية.

### أبريل
- 7 أبريل – بيرسي فايت ملحن أمريكي.[7]
- 13 أبريل – لين هوتون منافِس أوليمبي كندي.
- 14 أبريل – فرانسيس فورد سيمور[8]
- 20 أبريل – تشارلز فرنسيس هال
- 27 أبريل – فيرنون أيريس لاعب هوكي جليد كندي.
- 28 أبريل – جون س. هيغينز كاتب سيناريو أمريكي.
- 30 أبريل – فرانك روبرت ميلر

### مايو
- 14 مايو – ستيوارت جيمس[9]
- 19 مايو – بيرسي وليامز رياضي كندي.[10]
- 30 مايو – لوسيان مارتن موسيقي كندي.

### يونيو
- 1 يونيو – إدغار فورنير سياسي كندي.[11]
- 6 يونيو – أرت غيروكس لاعب هوكي جليد كندي.
- 19 يونيو – ستيوارت إيفانز لاعب هوكي جليد كندي.
- 20 يونيو – موراي بار[12]
- 20 يونيو – هارتلي هوارد كاتب بريطاني.[13]

### يوليو
- 7 يوليو – جون هاري وليامز[14]
- 8 يوليو – جيمس جاكسون درّاج طريق كندي.
- 11 يوليو – إيف بريفوست سياسي كندي.
- 13 يوليو – روزيلا ماري
- 13 يوليو – هيو ليستير كامبل سياسي كندي.[15]
- 14 يوليو – بيني غرانت لاعب هوكي جليد كندي.
- 18 يوليو – جاك مردوخ مُجدّف كندي.[16]
- 18 يوليو – جون تومسون

### أغسطس
- 1 أغسطس – بيل ميلر لاعب هوكي جليد كندي.
- 19 أغسطس – جوزفين جاكوبسن شاعرة من الولايات المتحدة الأمريكية.[17]

### سبتمبر
- 2 سبتمبر – موراي ماكفرلين سياسي كندي.[18]
- 5 سبتمبر – ديفيد نيفيل لاعب هوكي جليد كندي.
- 14 سبتمبر – سيسيل سميث متزلجة فنية كندية.[19]
- 20 سبتمبر – إرنست مانينغ سياسي كندي.[20]

### أكتوبر
- 1 أكتوبر – دوغ يونغ لاعب هوكي جليد كندي.
- 6 أكتوبر – فرانسوا براسارد[21]
- 15 أكتوبر – جون كينيث جالبرايث سياسي أمريكي.[22]
- 24 أكتوبر – جون توزو ويلسون[23]
- 31 أكتوبر – مورييل داكويرث ناشطة كندية.

### نوفمبر
- 6 نوفمبر – جاك والتر
- 6 نوفمبر – جورج شارب سياسي كندي.
- 10 نوفمبر – أل موراي لاعب هوكي جليد كندي.
- 10 نوفمبر – تشارلز ميريت سياسي كندي.[24]
- 19 نوفمبر – روبرت ميرسير جونستون سياسي كندي.
- 26 نوفمبر – ترامب ديفيدسون

### ديسمبر
- 10 ديسمبر – إيرل كوك لاعب كرة قاعدة من الولايات المتحدة الأمريكية.
- 13 ديسمبر – دبليو. إل. مورتون مؤرخ كندي.[25]
- 19 ديسمبر – دونالد مورو سياسي كندي.

## وفيات

### يناير
- 1 يناير – إتش إتش بينيت (مواليد 1843) مصور أمريكي.[26]
- 6 يناير – جورج ديكسون (مواليد 1870) ملاكم كندي.[27]
- 29 يناير – آرثر بيترز (مواليد 1854) سياسي كندي.[28]

### مارس
- 20 مارس – تشارلز هنري فولر (مواليد 1837)[29]

### أبريل
- 18 أبريل – الكسندر لويس (مواليد 1822) سياسي من الولايات المتحدة الأمريكية.[30]

### سبتمبر
- 17 سبتمبر – هنري جوليان (مواليد 1852)[31]

### أكتوبر
- 25 أكتوبر – توماس إدوارد كيني (مواليد 1833) سياسي كندي.[32]

### نوفمبر
- 12 نوفمبر – ويليام هنري ويثرو (مواليد 1839)[33]
- 17 نوفمبر – ويليام إس. مكينون (مواليد 1852) سياسي من الولايات المتحدة الأمريكية.